# Julian Ryerson
Julian Ryerson (født 17. november 1997) er en norsk professionel fodboldspiller, som spiller for Bundesliga-klubben Borussia Dortmund og Norges landshold.

## Klubkarriere

### Viking
Efter at have spillet hos lokalklubben Lyngdal IF, skiftede Ryerson til Viking i 2013. Han debuterede for førsteholdet i 2015.

### Union Berlin
Ryerson skiftede i juli 2018 til 2. Bundesliga-klubben Union Berlin. Han var del af Unions trup som sikrede oprykning til Bundesligaen i 2018-19 sæsonen, og etablerede sig som fast mand på holdet i Bundesligaen.

### Borussia Dortmund
Ryerson skiftede i januar 2023 til Borussia Dortmund.

## Landsholdskarriere

### Ungdomslandshold
Ryerson har repræsenteret Norge på flere ungdomsniveauer.

### Seniorlandshold
Ryerson debuterede for Norges landshold den 18. november 2020.